# Crestuma
Crestuma é uma vila portuguesa que foi sede da extinta Freguesia de Crestuma do Município de Vila Nova de Gaia, freguesia que tinha 4,93 km² de área e 2 621 habitantes (2011) e, portanto, uma densidade populacional de 531,6 hab/km².
A Freguesia de Crestuma foi extinta a partir de 29 de Setembro de 2013, tendo sido agregada às freguesias de Sandim, Olival e Lever para criar a nova freguesia designada União de Freguesias de Sandim, Olival, Lever e Crestuma.
Antes, a povoação de Crestuma foi elevada à categoria de vila em 19 de Abril de 2001.
Constituiu um couto até ao início do século XIX. 

## População
| População da freguesia de Crestuma | População da freguesia de Crestuma | População da freguesia de Crestuma | População da freguesia de Crestuma | População da freguesia de Crestuma | População da freguesia de Crestuma | População da freguesia de Crestuma | População da freguesia de Crestuma | População da freguesia de Crestuma | População da freguesia de Crestuma | População da freguesia de Crestuma | População da freguesia de Crestuma | População da freguesia de Crestuma | População da freguesia de Crestuma | População da freguesia de Crestuma |
| ---------------------------------- | ---------------------------------- | ---------------------------------- | ---------------------------------- | ---------------------------------- | ---------------------------------- | ---------------------------------- | ---------------------------------- | ---------------------------------- | ---------------------------------- | ---------------------------------- | ---------------------------------- | ---------------------------------- | ---------------------------------- | ---------------------------------- |
| 1864                               | 1878                               | 1890                               | 1900                               | 1911                               | 1920                               | 1930                               | 1940                               | 1950                               | 1960                               | 1970                               | 1981                               | 1991                               | 2001                               | 2011                               |
| 815                                | 800                                | 947                                | 1 034                              | 1 246                              | 1 200                              | 1 432                              | 1 824                              | 2 247                              | 2 659                              | 2 667                              | 2 839                              | 2 817                              | 2 962                              | 2 621                              |

| Distribuição da População por Grupos Etários | Distribuição da População por Grupos Etários | Distribuição da População por Grupos Etários | Distribuição da População por Grupos Etários | Distribuição da População por Grupos Etários | Distribuição da População por Grupos Etários | Distribuição da População por Grupos Etários | Distribuição da População por Grupos Etários | Distribuição da População por Grupos Etários | Distribuição da População por Grupos Etários |
| -------------------------------------------- | -------------------------------------------- | -------------------------------------------- | -------------------------------------------- | -------------------------------------------- | -------------------------------------------- | -------------------------------------------- | -------------------------------------------- | -------------------------------------------- | -------------------------------------------- |
| Ano                                          | 0-14 Anos                                    | 15-24 Anos                                   | 25-64 Anos                                   | > 65 Anos                                    |                                              | 0-14 Anos                                    | 15-24 Anos                                   | 25-64 Anos                                   | > 65 Anos                                    |
| 2001                                         | 503                                          | 477                                          | 1 636                                        | 346                                          |                                              | 17,0%                                        | 16,1%                                        | 55,2%                                        | 11,7%                                        |
| 2011                                         | 365                                          | 291                                          | 1 530                                        | 435                                          |                                              | 13,9%                                        | 11,1%                                        | 58,4%                                        | 16,6%                                        |

## História
O topónimo tem origem na síntese de duas palavras: Castrum, povoação elevada, e Uíma, nome do rio que lhe passa ao pé e que desagua no rio Douro.
A ocupação humana deste lugar está atestada por inúmeros vestígios arqueológicos e um documento de 922 fala de uma ermida com o seu cemitério, no mosteiro e na vila, e conta-se que neste local se encontrou o rei D. Ordonho, de Leão, com o Bispo D. Gomado, que depois de ter renunciado ao seu cargo, aqui se recolheu. Feita Couto, Crestuma foi doada pela Rainha Dona Teresa ao Bispo D. Hugo, do Porto; e ao seu sucessor, D. Pedro Rabaldis, por D. Afonso Henriques.
Crestuma passou a vila a 19 de Abril de 2001.

## Património
- Igreja de Santa Marinha (matriz)
- Capela do Aral
- Quinta da Estrela
- Cais I e II
- Vestígios de torre e de convento beneditino
- Centro de treino e formação desportiva
- Barragem de Crestuma

## Geografia
Caminhando por entre vales, pinheirais e terras chãs, atingimos os terrenos alcantilados que caem sobre o Rio Uíma e o Douro.
São terrenos e aldeias em socalcos, formando autênticos anfiteatros sobre estes rios, cujas margens se revestem de densos bosques que se reflectem nas suas águas. Estamos em Crestuma, freguesia ribeirinha do Concelho de Vila Nova de Gaia a qual dista da sede do Concelho cerca de 14 km.
Esta Vila situa-se na zona oriental do território concelhio junto à margem esquerda do rio Douro, tendo a Vila de Olival a poente, a Vila de Sandim a sul e a Vila de Lever a leste. Crestuma é uma das vinte e quatro freguesias do Concelho de Vila Nova de Gaia.

### Lugares
A Freguesia de Crestuma era composta, além da vila, pelas seguintes localidades: Areia, Fontinha, Burgo, Carmona, Carvalhosa, Casal, Casalinho, Castanheiros, Cepo, Cimo da Aldeia, Colégio, Devesa, Fioso, Fonte, Igreja, Lage, Lagoa, Murça, Pena, Penedo, Picoto, Quinta da Velha, Sobral, Torrão e Vessada.

## Características

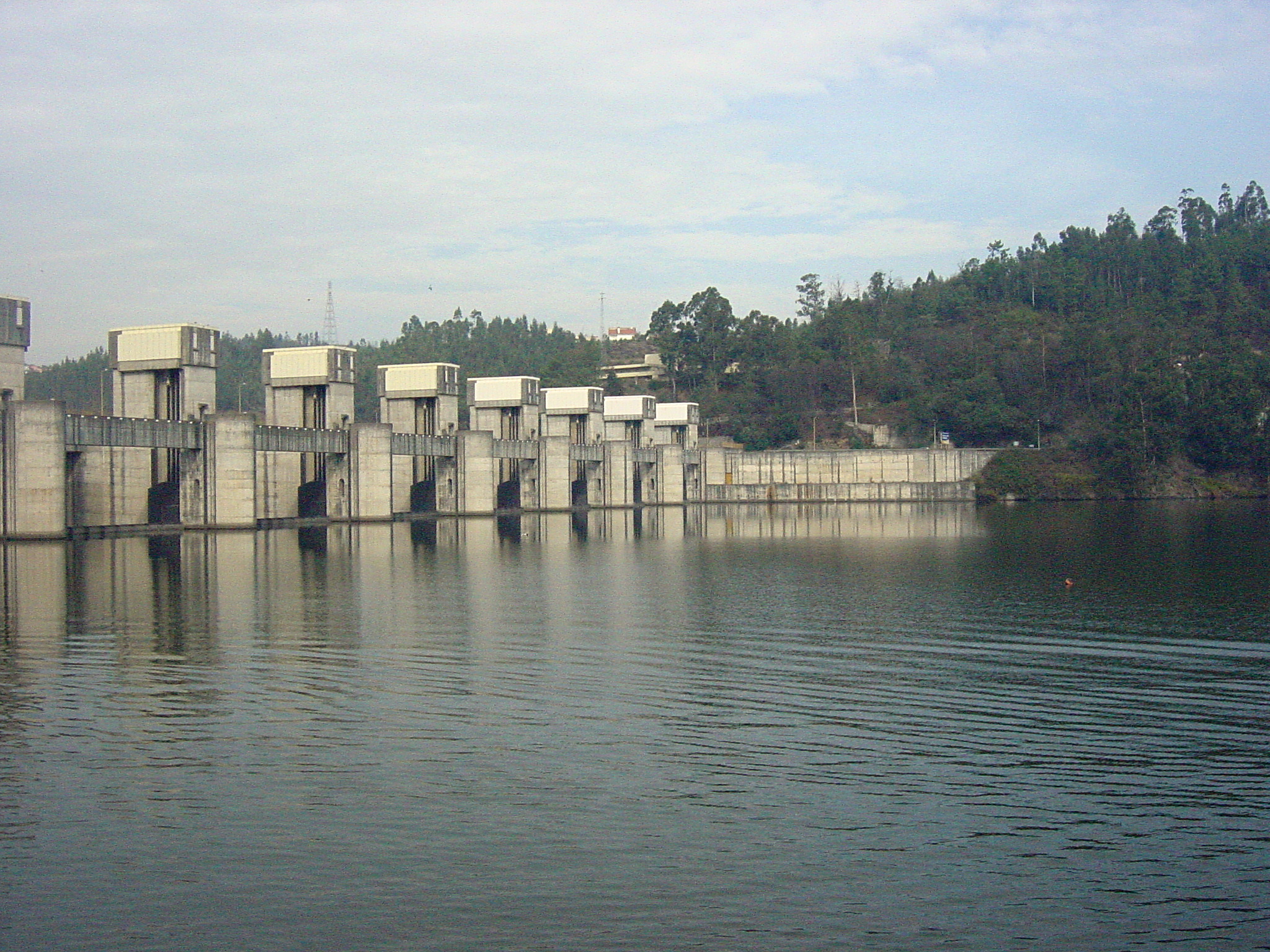
Barragem de Crestuma-Lever.

É conhecida pela sua paisagem que apresenta mais parecendo uma cascata banhada pelo rio Douro e atravessada pelo rio Uíma.
Exactamente sobre estas belezas referia Sant'Anna Dionísio no "Guia de Portugal": "Prosseguindo, os olhos não se cansam de se recrear na beleza e amplitude do extraordinário vale. Mais uma ou duas inflexões, eândricas, mais um ou dois segmentos rectilíneos, e estamos à vista da airosa povoação industrial de Crestuma, alcandorada na margem sul do rio. (…) Ao lado de uma igreja de arquitectura um tanto "avançada", de telhado muito recortado, destaca-se a Quinta da Estrela, assim designada e fácil de identificar pela grande estrela ajardinada, em declive, que do próprio rio se avista. É uma vivenda de impressivo aspecto, rodeada de belo arvoredo. Foi visitada algumas vezes por Leandro Coimbra e Teixeira de Pascoaes.
Defronte de Crestuma, na margem direita, avulta outra grande instalação industrial: uma fábrica de fundição, esta mais próxima da linha média das águas do rio e, por isso, de vez em quando duramente atingida pelas cheias".
Com uma área de 493 hectares e 2621 habitantes, Crestuma mora num monte do extremo oriental do concelho, na margem esquerda do rio que lhe marca os limites geográficos com Gondomar. A fundação desta freguesia confunde-se com os primórdios de Portugal. A indústria têxtil e a fundição permitiram que fosse uma das mais evoluídas no concelho. No entanto, a crise energética de 70 conduziu à ruína e emigração. Na zona da Fontinha, permanecem edifícios que outrora fizeram parte da zona têxtil. A mola-real do nascimento da freguesia está junto ao rio. E ali nascem campeões, no Clube Náutico de Crestuma, várias vezes campeão nacional e que já organizou provas internacionais, levando longe o nome do concelho. A igreja é um dos símbolos de Crestuma. A vista do adro, a capela do Aral e as alminhas do cruzeiro dão vida à freguesia. Na zona envolvente da Junta, situa-se o cemitério e a Escola Básica do 1.º Ciclo Urbano Santos Moura, o gimnodesportivo e a sede da Sociedade Columbófila 'Asas de Crestuma'. Numa das artérias principais encontra-se a colectividade mais antiga: a Sociedade Filarmónica. No cimo da vila, situa-se o campo da Bela Vista, do FC de Crestuma, e no Picoto localiza-se a sede do rancho 'Juventude em Marcha de Crestuma'. Em Fioso, repousa o magnífico monumento da Tecedeira.

## Lendas
Crestuma é uma terra de lendas e encantos. De histórias e locais interessantes, tais como o Vale de Voz. Reza a lenda, que outrora, no Vale da Voz havia uma mulher que gemia durante a noite dentro com uma voz suave e doce, que ecoava entre o vale chamando a atenção de todos os homens casados, solteiros e de algumas mulheres curiosas da Vila. Dizem os antigos, que muitos casamentos acabaram por esta dita mulher. Até hoje, a lenda da voz continua por explicar, mas os gemidos que hoje se ouvem no Vale, nada têm haver com a mulher que estamos a falar.

## Coletividades e infraestruturas
- Igreja de Crestuma
- Pavilhão Gimnodesportivo de Crestuma
- Bombeiros Voluntários de Crestuma
- Barragem de Crestuma-Lever
- Clube Náutico Crestuma

### Estabelecimentos de Ensino
- Jardim Infância Urbano dos Santos Moura
- «Escola E. B. 1º Ciclo Urbano dos Santos Moura»

### Colectividades
- Associação Cultural e Recreativa "Juventude em Marcha de Crestuma"
- Associação Humanitária dos Bombeiros Voluntários de Crestuma
- Associação de Solidariedade Social de Crestuma
- Clube Náutico de Crestuma
- Crastumia - Centro Associativo e Cultural de Crestuma
- Douro Andebol Clube - Crestuma
- Futebol Clube de Crestuma
- Grupo Coral da Paróquia de Crestuma
- Grupo Coral Associação de Reformados e Pensionistas de V. N. de Gaia - Núcleo de Crestuma
- Rancho Folclórico e Etnográfico de Santa Marinha de Crestuma
- Sociedade Columbófila "Asas de Crestuma"
- Sociedade Filarmónica de Crestuma
- Genius Football Club Association